# Raúl Carrancá y Trujillo
Raúl Carrancá y Trujillo (27 de agosto de 1897–13 de agosto de 1968) fue un abogado penalista y escritor mexicano. Fue catedrático de Derecho Penal en la Facultad de Derecho de la Universidad Nacional Autónoma de México, así como en la Escuela Nacional de Economía de la misma institución académica. En el poder judicial de la Ciudad de México, desempeñó los cargos de juez penal, magistrado de la Sala Superior de Justicia del Distrito Federal y Territorios Federales, llegando a presidir este órgano colegiado. Fue distinguido como miembro de la Legión de Honor del gobierno francés, en el grado de caballero. Fue hermano del también abogado y escritor Camilo Carrancá

## Datos biográficos
Nacido en la ciudad de San Francisco de Campeche, Campeche, se avecindó desde temprana edad en la ciudad de Mérida, Yucatán. Realizó sus estudios de Derecho en la Universidad de Madrid, donde obtuvo el grado de doctor en 1925, regresando de inmediato a la México donde permaneció apenas un tiempo en su ciudad de adopción, Mérida, para trasladarse posteriormente a la Ciudad de México, donde a partir de 1926 y hasta 1960 impartió cátedras en la Facultad de Derecho y en las entonces Escuela Nacional de Economía y en la Facultad de Ciencias Políticas y Sociales de la UNAM, la que llegó a dirigir de 1953 a 1957.
En su labor de juzgador conoció la causa seguida contra Ramón Mercader (conocido también como Jacques Mornard), asesino de León Trotski; y siendo presidente del entonces Tribunal Superior de Justicia del Distrito y Territorios Federales, en 1944 instrumentó la inamovilidad judicial en el fuero común.
Además de sus cargos dentro del Poder Judicial del Distrito Federal, fue abogado consultor de la Presidencia de la República, así como miembro de la Academia Mexicana de Ciencias Penales de la que llegó a ser vicepresidente.

## Obra
- La evolución política de Iberoamérica, Edit. Reus, Madrid, 1925.
- El salario, Edit. Gobierno del Distrito Federal, México, 1928.
- Las Ordenanzas de Gremios de la Nueva España, sobretiro de «Crisol», México, 1932.
- Lo sustantivo de la Constitución española, sobretiro de «Crisol», México, 1932.
- Pérez (novela), Edit. Gráfico, México, 1932.
- La legítima defensa del honor (en colaboración con varios autores), Edit. Sindicato de Abogados del Distrito Federal, México, 1933.
- Estampas del pueblo, México, 1933.
- La condena condicional y la multa, sobretiro de «Anales de Jusrisprudencia», México, 1934.
- La reforme des lois penales au Mexique (en colaboración con José Ángel Ceniceros, Alfonso Teja Zabre, Luis Garrido y Francisco González de la Vega) Extrait d'oeuvres et d'essais, Edit. Secretaría de Relaciones Exteriores, México, 1935.
- El Instituto Literario de Yucatán, Ediciones del Centro Yucateco, México, 1938.
- Derecho Penal Mexicano. Parte General, de la 1a. edición de la Antigua Librería Robredo de José Porrúa e Hijos, Sucs., en 1937, hasta la 8.ª edición de 1967.
- Trabajos Penales, Criminalia, 1933-1964.
- Storia del Diritto Penale Messicano (traducido por el profesor Tancredi Gatti), Sociedad Tipográfica Leonardo da Vinci, Citá di Castello, 1938.
- ¡Camaradas! (novela), Edit. Botas, México, 1938.
- Panamericanismo y democracia, Edit. Botas, México, 1941.
- La unificación de la legislación penal mexicana, Criminalia, México, 1943.
- Contestación al Doctor Luis Jiménez de Asúa en su ingreso a la Academia Mexicana de Ciencias Penales, Criminalia, México, 1943.
- Las causas que excluyen la incriminación, Derecho mexicano y extranjero, México, 1944.
- Pretil. Prosas intrascendentales, México, 1944.
- Tres ensayos, México, 1944.
- Teoría del juez penal mexicano, Ediciones del Departamento del Distrito Federal, México, 1944.
- Esquema de nuestra América, Ediciones del Ateneo de Ciencias y Artes de México, México, 1948.
- «Función social del abogado», en Conferencias de orientación profesional, UNAM, México, 1950.
- Panorama crítico de nuestra América, Imprenta Universitaria, México, 1950.
- Momentos estelares de la Universidad mexicana, Imprenta Universitaria, México, 1951.
- Principios de Sociología criminal y de Derecho penal, Imprenta Universitaria, México, 1955.
- Meridianos del mundo, México, 1960.
- Interpretación dogmática de la definición de delito en la legislación penal mexicana, Criminalia, México, 1961.
- Métodos y procedimientos técnicos empleados en la elaboración de la sentencia penal, Criminalia, México, 1961.
- La Administración de Justicia, Criminalia, México, 1961.
- Código Penal Anotado, 1.ª y 2.ª edición, de la Antigua Librería Robredo, México, 1962 y 1966.
- Un nuevo Código Penal local a la vista y urgencia de un Código Penal Federal, México, 1963.
- Odiseo, México, 1965.
- Don Juan Prim, liberal español, Edit. Secretaría de Educación Pública, México, 1966.

## Traducciones
- Un crimen, de Antón Chejov, Edit. América, Madrid.
- La señorita Frine, de A. Housaye, Edit. América, Madrid.